# Vestito della vendetta
Il Vestito della vendetta (in inglese Revenge Dress) è un abito indossato a giugno 1994 dalla principessa di Galles Lady Diana Spencer, durante un party organizzato dalla rivista Vanity Fair, dopo la sua separazione dall'allora principe ereditario Carlo, principe di Galles, oggi re Carlo III del Regno Unito.

## Storia
La sera del 29 giugno 1994, quando per la prima volta il principe Carlo ammise pubblicamente l'infedeltà nei confronti della moglie in un'intervista accordata a Jonathan Dimbleby sulla televisione pubblica (la sua relazione con Camilla Parker-Bowles durava dal 1986), Diana partecipò a una festa alla Serpentine Gallery di Londra, indossando un elegante vestito di seta nera dalla spalla curva realizzato dalla designer greca Christina Stambolian.
Il miniabito, con scollatura a cuore e orlo asimmetrico, lontano dallo stile solitamente riservato della principessa (unico pezzo creato da Christina per la principessa Diana), in poco tempo diventò un'icona della moda, e venne chiamato in seguito The Revenge Dress (L'abito della vendetta). Con la lunghezza sopra il ginocchio e le spalle scoperte, l'abito infrangeva almeno un paio delle regole reali.
Christina Stambolian confessò che il vestito era stato ideato per Diana tre anni prima di questa uscita pubblica, ma la principessa lo aveva considerato "troppo audace". Secondo quanto riportato da The Telegraph, Lady D pianificò inizialmente di indossare un modello di Valentino, ma rinunciò quando la maison aveva già dato l'annuncio tramite un comunicato stampa prima dell'evento.
Secondo quanto dichiarato della sua ex stilista Anna Harvey (fashion editor al periodico Vogue), la principessa intendeva stupire e decise che l'abito della stilista greca, unico nel suo genere, avrebbe avuto un grande effetto. In concomitanza con l'ammissione di adulterio del marito, avrebbe simboleggiato una "dichiarazione perfetta della libertà, della fiducia e della sensualità che voleva proiettare”. Il periodico britannico The Sun, al momento, riportò la foto della principessa con la didascalia The Thrilla He Left to Woo Camilla.
(Kerry Taylor, Kerry Taylor Auctions)
(Alex Longmore, The Huffington Post)
Il vestito fu venduto all'asta dalla casa d'aste Kerry Taylor Auctions nel 2013.